# شهرستان اومسوکچانسکی
شهرستان اومسوکچانسکی (به لاتین: Omsukchansky District) یک شهرستان در روسیه است که در استان ماگادان واقع شده‌است.